# Bunchosia
Genre
Classification APG II (2003)
Bunchosia est un genre de plantes à fleurs de la famille des Malpighiaceae.

## Liste d'espèces
Selon ITIS :
- Bunchosia glandulifera (Jacq.) Kunth
- Bunchosia glandulosa (Cav.) DC.
- Bunchosia polystachia (Andrews) DC.

auxquels il faut peut-être ajouter:
- Bunchosia argentea (Jacq.) DC.